# Górele (gmina Dziewieniszki)
Górele (lit. Gureliai) − wyludniona wieś na Litwie, w okręgu wileńskim, w rejonie solecznickim, w gminie Dziewieniszki, 5 km na północny wschód od Dziewieniszek.

## Historia
W czasach zaborów zaścianek w gminie Dziewieniszki, w powiecie oszmiańskim, w guberni wileńskiej Imperium Rosyjskiego. W 1866 roku liczył 7 mieszkańcóww 1 domu.
W latach 1921–1945 zaścianek leżał w Polsce, w województwie wileńskim, w powiecie oszmiańskim, w gminie Dziewieniszki.
W 1931 w 2 domach zamieszkiwało 12 osób.
Wierni należeli do parafii rzymskokatolickiej w Murowanej Oszmiance. Miejscowość podlegała pod Sąd Grodzki w Holszanach i Okręgowy w Wilnie; właściwy urząd pocztowy mieścił się w Graużyszkach.